# Emile Claus

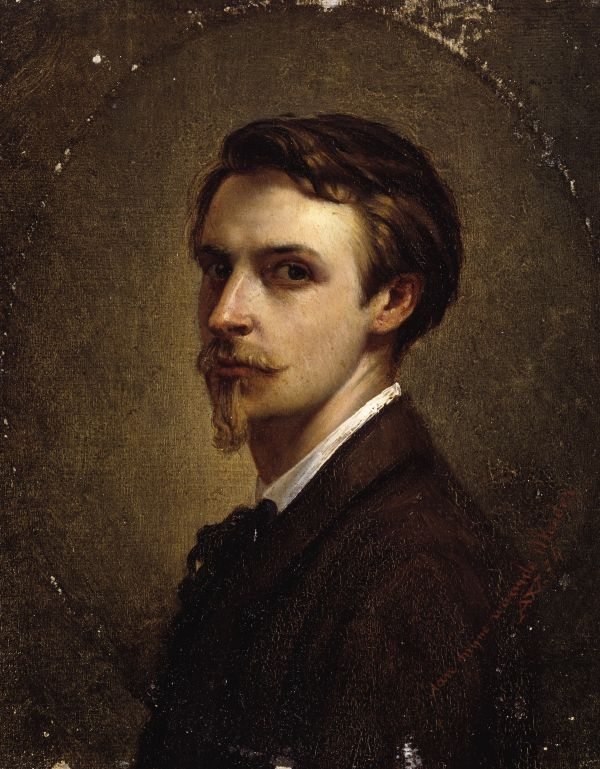
Selbstporträt, 1874

Emile Claus (* 27. September 1849 in Sint-Eloois-Vijve; † 14. Juni 1924 in Astene) war ein belgischer Maler. Er schuf zunächst erfolgreich Porträts und Genrebilder im akademischen Stil, bevor er sich in den 1890er Jahren wiederholt in Paris aufhielt und sich die Malweise der französischen Impressionisten aneignete. Zu den Hauptwerken des Künstlers zählen Landschaftsansichten seiner flämischen Heimat und Gemälde mit Motiven der Themse, die während seines Londoner Exils entstanden. Claus gilt als ein Wegbereiter des Luminismus und als ein Hauptvertreter des Impressionismus in Belgien.

## Leben

### Ausbildung

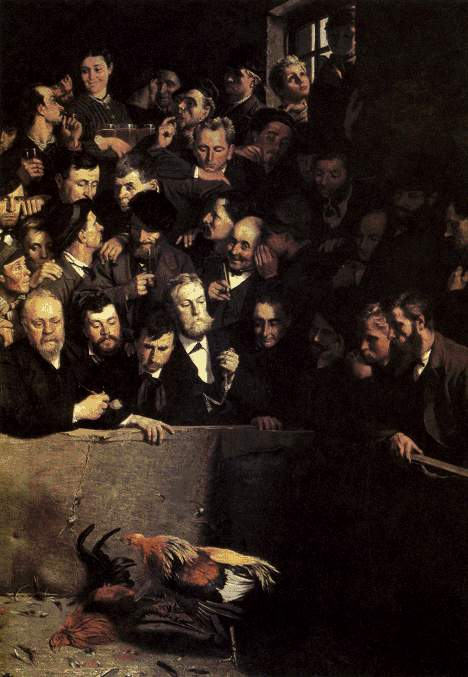
Hahnenkampf in Flandern, 1882

Emile Claus entstammte einer kinderreichen Familie aus Vive-Saint-Eloi, einem flämischen Dorf an der Leie, wo sein Vater einen Krämerladen betrieb. Seine künstlerische Ausbildung begann er an der Zeichenschule im nahe gelegenen Waregem. Auf Empfehlung des Komponisten Peter Benoit studierte er ab 1869 an der Akademie der Schönen Künste in Antwerpen. Hier besuchte er die Klassen des für seine konservativen Landschaftsbilder bekannten Malers Jakob Albert Jacobs und des Akademiedirektors Nicaise de Keyser, der für seine Porträts und Historienbilder bekannt war. Sein Studium finanzierte er teilweise mit dem Bemalen religiöser Skulpturen. Mit einem zweiten Preis beendete Claus 1874 erfolgreich seine Ausbildung an der Akademie. Bereits 1875 stellte er erfolgreich in Gent aus, ein Jahr später in Brüssel.

### Erste Erfolge
Claus etablierte sich in den Folgejahren als Maler von Porträts und Genrebildern. Seine realistische Malweise dieser Zeit ist meist in dunklen Farbtönen gehaltenen und zeigt anekdotenhafte Elemente und soziales Anliegen. Beispielhaft hierfür ist das 1880 entstandene Gemälde Reichtum und Armut. Er stand mit diesen Schilderungen des alltäglichen Lebens in der Tradition von belgischen Malern wie Charles Verlat und Charles de Groux. 1879 reiste Claus zu Studienzwecken über Spanien nach Marokko und Algerien. Die Reise blieb jedoch ohne nennenswerten Einfluss auf das Werk des Künstlers. Mit seinem Bild Hahnenkampf in Flandern debütierte er 1882 im Salon de Paris. Seit dieser Zeit hielt sich der Maler regelmäßig – meist mehrere Monate im Winter – in Paris auf. Hier beeinflusste ihn besonders der Maler Jules Bastien-Lepage, der ähnliche Motive für seine Bilder wählte wie Claus und dessen Realismus dem Stil des Belgiers verwandt war. Zu den bekannten Bildern von Claus aus dieser Zeit zählt Der alte Gärtner aus dem Jahr 1885, La Procession est là von 1886, sowie die 1887 entstandenen Werke Les sarcleuses de lin und Pique-nique.
1883 erwarb der inzwischen auch kommerziell erfolgreiche Claus die Villa Zonneschijn in Astene, einem ebenfalls an der Leie, unweit seines Geburtsortes gelegenen Dorfes. Die Flusslandschaften seiner Heimat wählte Claus häufig als Motiv für seine Bilder dieser Periode, wobei er hierzu klare Farben und eine realistische Darstellungsweise bevorzugte. 1886 heiratete er Charlotte Dufaux, die Tochter eines Notars aus Deinze.

### Paris und der Einfluss des französischen Impressionismus

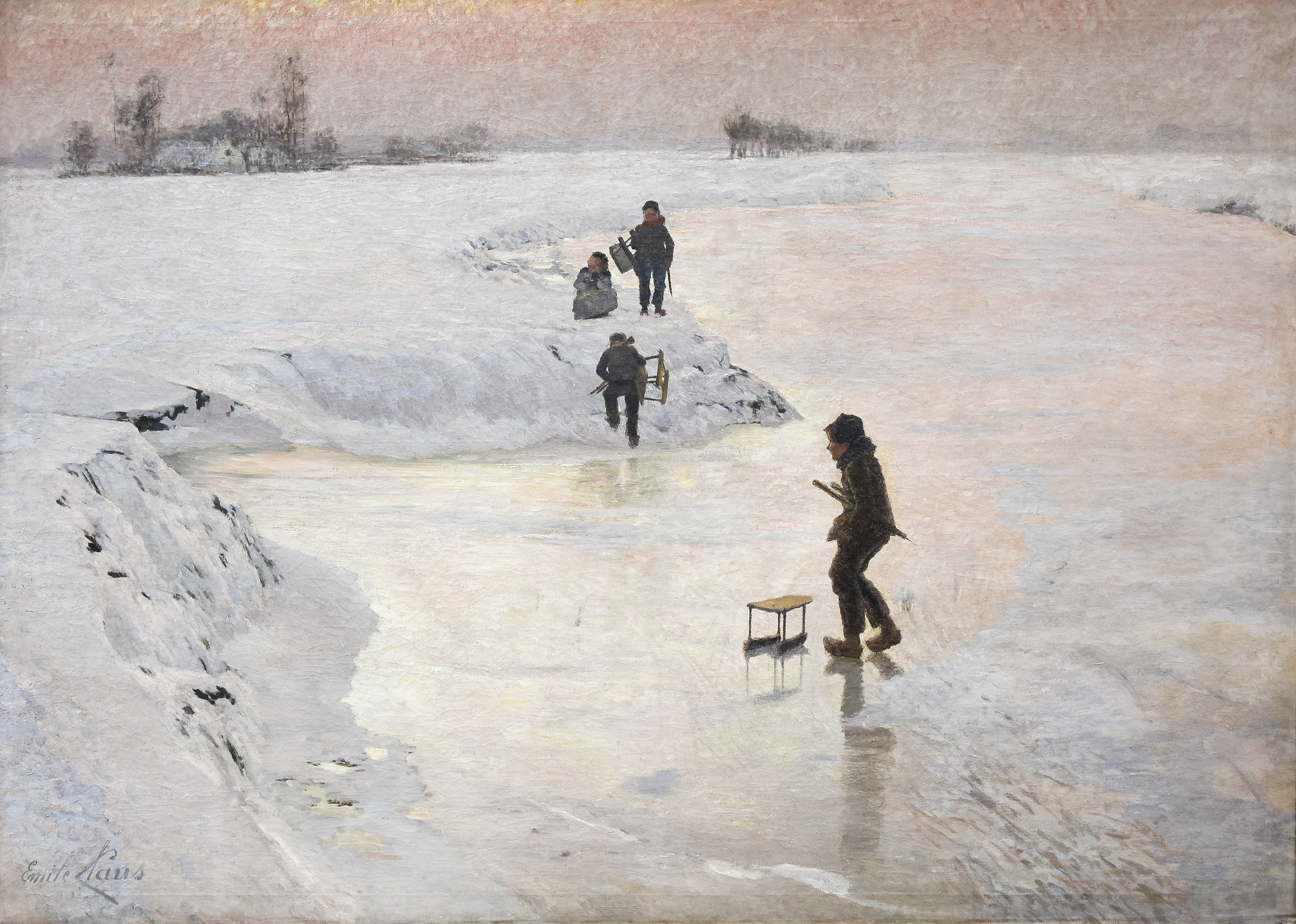
Die Eisvögel, 1891

Trotz seines zurückgezogenen Lebens auf dem Land stand Claus in lebhaften Austausch mit anderen Künstlern. Hierzu zählten die Maler Albijn van den Abeele (1835–1918) und Constantin Meunier ebenso, wie die Schriftsteller Cyriel Buysse und Emile Verhaeren. Durch seine Freunde, den Maler Henri Le Sidaner (1862–1939) und den Schriftsteller Camille Lemonnier (1844–1913), entdeckte er in Paris die Malerei der französischen Impressionisten. Dies führte zu einer deutlichen Aufhellung seiner Palette. Claus nutzte nun wärmere Farben und passte zunehmend seinen Pinselstrich den impressionistischen Vorbildern an. Seine nun spontanere Malweise galt der Darstellung des Augenblicks und den Wechselwirkungen von Licht und Schatten, hinter der die Form zurücktrat. Nachdem mit La Récolte des betteraves aus dem Jahr 1890 bereits ein erstes Bild die neue Malweise von Claus erkennen lässt, war es vor allem sein Gemälde Die Eisvögel von 1891, mit dem er ein herkömmliches Genrethema in neuartiger, deutlich hellerer Atmosphäre darstellte. Weitere bekannte Bilder dieser Zeit sind die 1893 entstandenen Gemälde La Drêve ensoleillée und Les Communiantes sowie Kühe überquere die Leie von 1899.
In Paris pflegte Claus enge Kontakte zu den Schriftstellern Émile Zola und Maurice Maeterlinck sowie den skandinavischen Malern Anders Zorn und Frits Thaulow. Unter den französischen Impressionisten war besonders Claude Monet ein Vorbild für Emile Claus. Nicht nur in der Malweise, sondern auch in der Wahl der Motive zeigen sich Parallelen zwischen den Landschaftsbildern am Fluss der Leie in den Gemälden von Claus zu den Ansichten der Île-de-France bei Claude Monet ebenso, wie in der Darstellung von Getreideschobern und den späteren Londonansichten beider Künstler. Die wiederholten Darstellungen desselben Motivs zu unterschiedlichen Tages- und Jahreszeiten führte Claus, wie sein Vorbild Monet, zu immer neuen Form- und Lichtvariationen in seinen Gemälden und machte ihn hiermit zu einem Wegbereiter des Luminismus, wodurch Kritiker in ihm einen maßgeblichen Erneuerer der belgischen Kunst sahen.

### Künstlerische Wechselwirkungen
Emile Claus hatte in der Zeit bis zum Ersten Weltkrieg zahlreich Schüler, die später selbst namhafte Künstler wurden. Hierzu zählen Anna De Weert, Yvonne Serruys, Robert Hatton Monks, Torajirō Kojima, George Morren, Modeste Huys, Georges Buysse und Léon De Smet. Eine besondere Rolle spielte die Schülerin Jenny Montigny (1875–1937), die durch die Ausstellung des Gemäldes Die Eisvögel 1892 in Gent auf Emile Claus aufmerksam wurde. Zwischen Claus und der 26 Jahre jüngeren Montigny entwickelte sich aus dem Lehrer-Schüler-Verhältnis eine Liebesbeziehung, die bis zum Tode von Claus 1924 andauerte.
Im November 1893 gründete sich die Brüsseler Künstlergruppe Union Artistique, zu deren Mitgliedern neben Emile Claus Guillaume Vogels, Claus Verheyden, Isidore Verheyden, Léon Frédéric, Alfred Verwee und Théodore Verstraete gehörten.
Ziel dieser Gruppierung war – ähnlich den Gruppenausstellungen der französischen Impressionisten – die Organisation von Ausstellungen und der Verkauf von Bildern. Ebenso nahm Claus wiederholt an Ausstellungen der 1896 gegründeten Brüsseler Künstlervereinigung La Libre Esthétique teil, die sich neben der Malerei auch der Literatur und der Musik annahm. Darüber hinaus sandte Claus einige Male Gemälde zu Ausstellungen der Berliner Secession und begründete 1904 zusammen mit dem Maler Georges Buysse die Künstlergruppe Vie et Lumière, der sich später auch die Maler James Ensor, William Degouve de Nuncques und Adriaan Joseph Heymans anschlossen.

### Exil in London

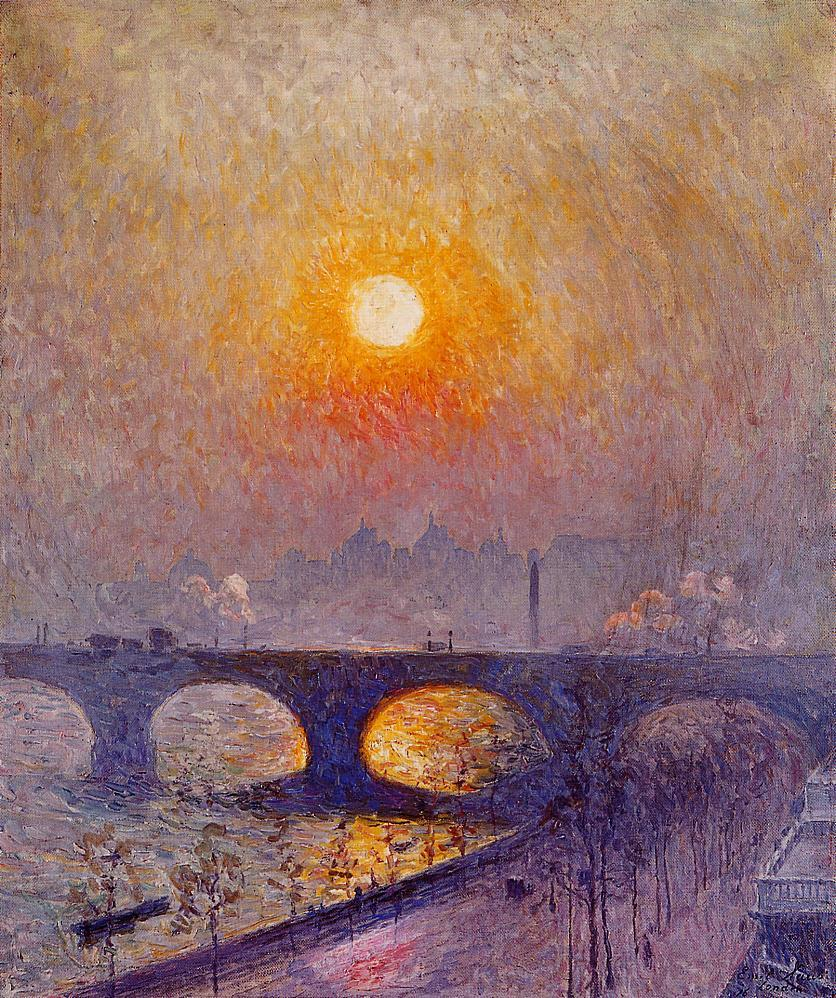
Sonnenuntergang über der Waterloo Bridge, 1916

Bis zum Ersten Weltkrieg unternahm Claus zahlreiche Reisen ins Ausland. Neben mehrmaligen Aufenthalten in den Niederlanden besuchte er 1907 die Vereinigten Staaten und 1914 die Côte d’Azur. Kurz vor dem Eintreffen deutscher Truppen in Astene floh Claus aus seinem Wohnort nach England. Er ließ sich in London nieder und mietete sich im fünften Stock des an der Themse gelegenen Monbray House ein Atelier. Hier entstanden in den nächsten vier Jahren zahlreiche Themseansichten, ein Bildmotiv, das sich Claus direkt beim Blick aus seinem Atelierfenster bot. Nach dem Vorbild von Claude Monet und Maximilien Luce variierte Claus den Fluss mit seinen Booten, den Ufern und den Spiegelungen auf dem Wasser zu unterschiedlichen Tages- und Lichtverhältnissen. So entstanden seine vielfältigen Themsebilder im Londoner Nebel, bei Schneefall und Regen, im Morgenrot oder in abendlicher Stimmung. Er stellte diese Bilder, die in Maltechnik und Farbzerlegung neoimpressionistische Züge aufweisen, erfolgreich in London und später in Brüssel aus.

### Nachwirken
Nach dem Krieg kehrte Claus in sein Wohnhaus nach Astene zurück, wo er 1924 starb und im Garten seiner Villa Zonneschijn bestattet wurde. Sein Grab schmückt eine Marmorskulptur des Bildhauers George Minne. Als einer der wichtigsten Vertreter des belgischen Impressionismus übte er großen Einfluss auf die nachfolgende Künstlergeneration seines Landes aus. Insbesondere seine Landschaftsbilder prägten Maler wie Constant Permeke, Frits van den Berghe, Rik Wouters und Jan Brusselmans. Als gefeierter Maler gehörte er seit 1905 der Antwerpener Kunstakademie an und erhielt zahlreiche Auszeichnungen. Hierunter befindet sich sowohl der belgische Leopoldsorden, als auch die 1904 erfolgte Ernennung zum Ritter der französischen Ehrenlegion. 1904 wurde er korrespondierendes und 1911 ordentliches Mitglied der Académie royale des Sciences, des Lettres et des Beaux-Arts de Belgique.

## Werke (Auswahl)

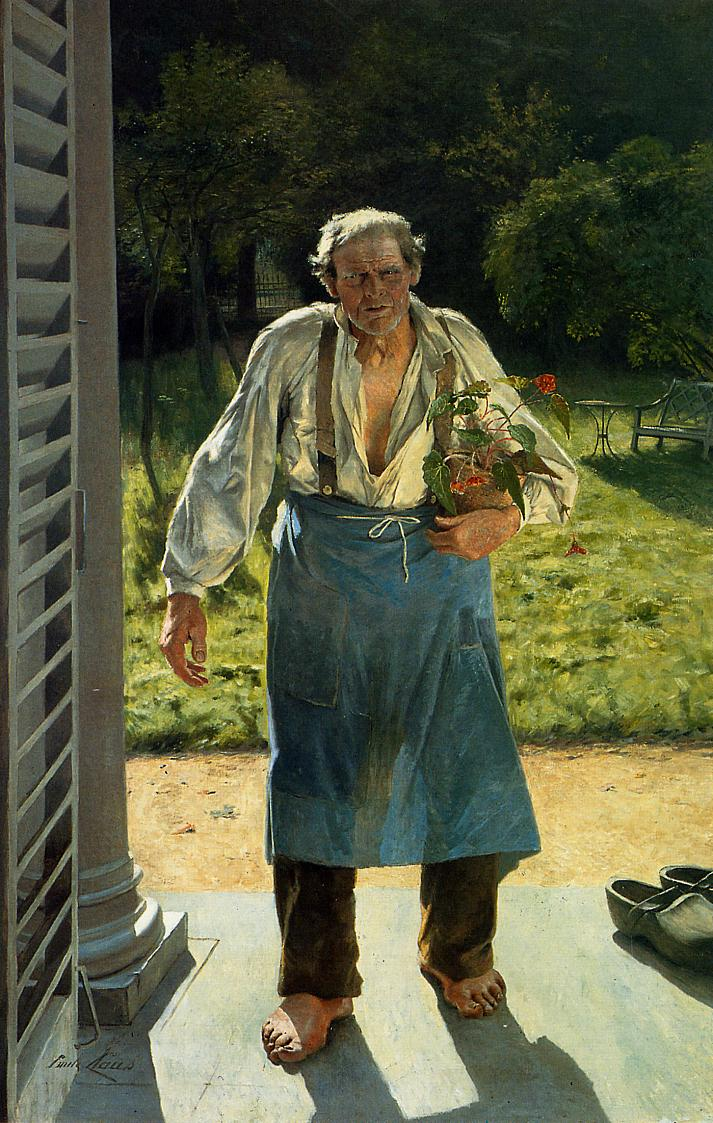
Der alte Gärtner, 1885
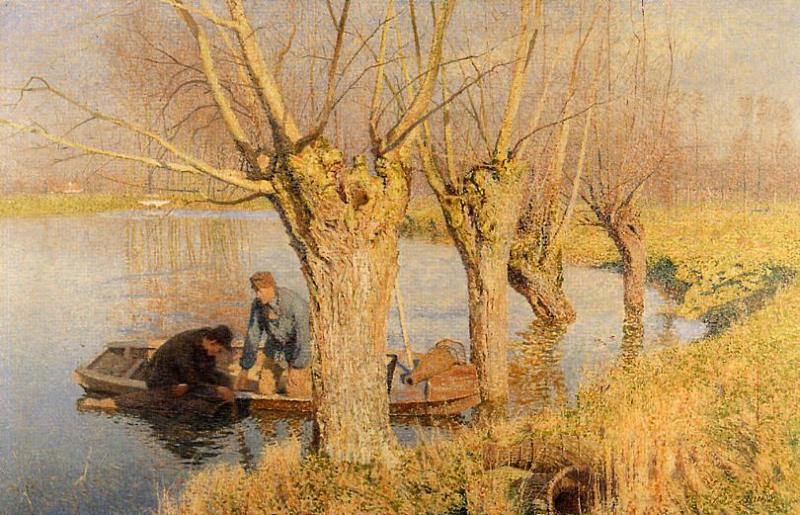
Einbringen der Netze, 1893
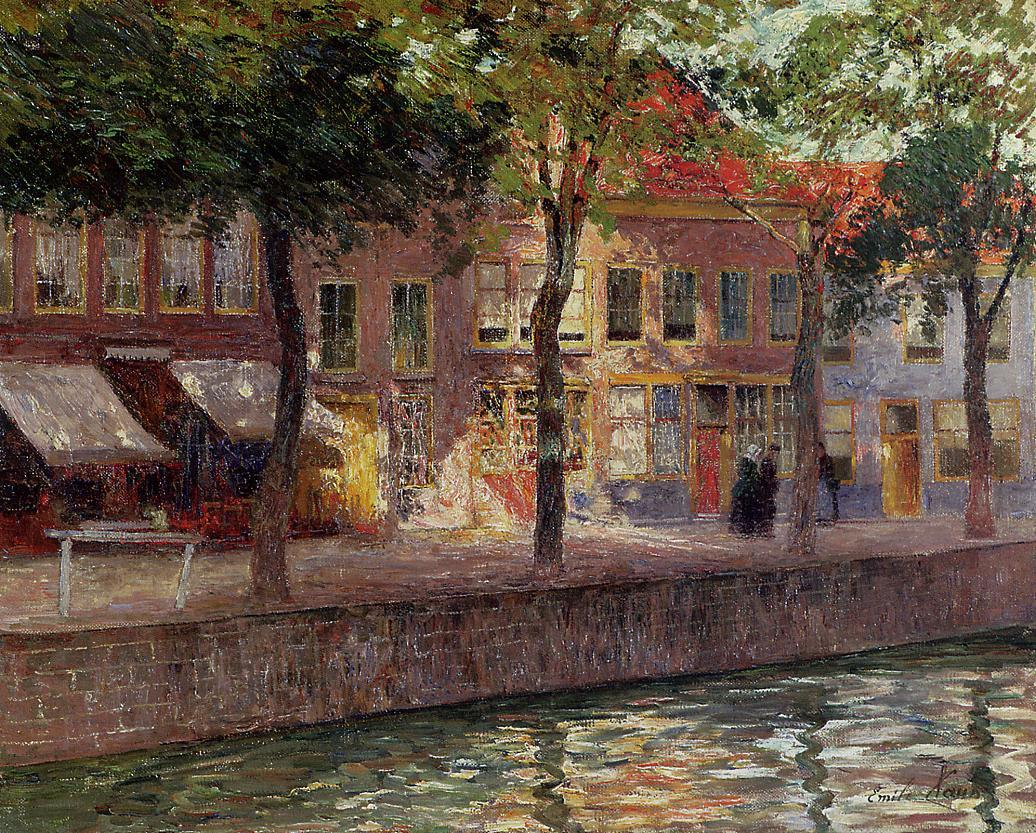
Kanal in Zeeland, 1896–1899
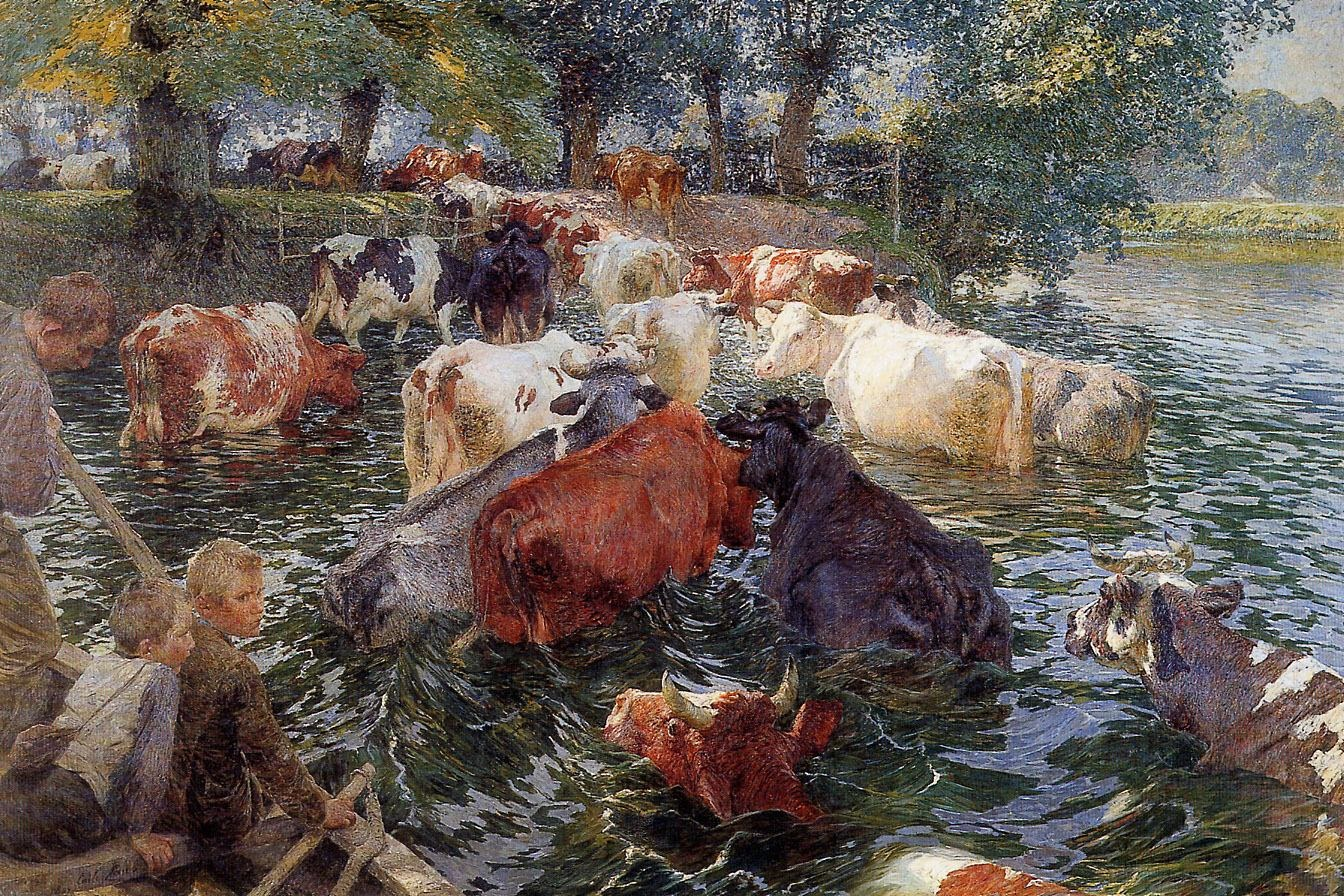
Kühe überquere die Leie, 1899
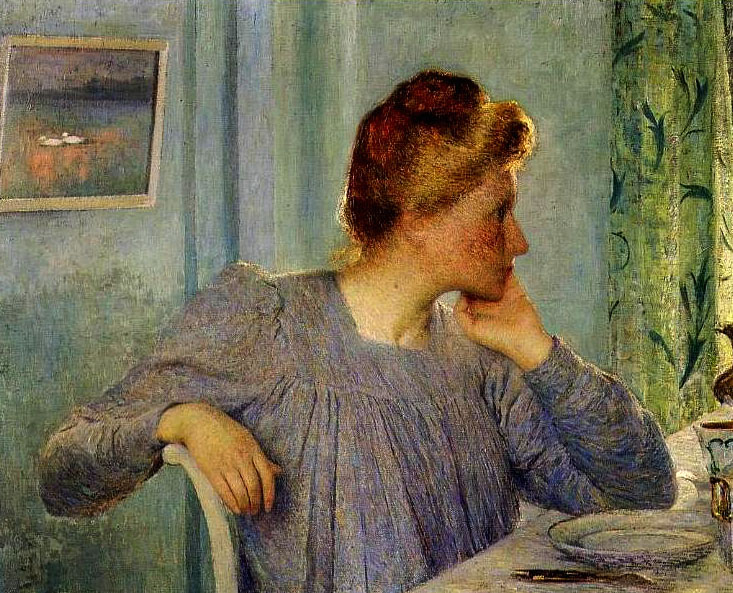
Porträt der Ehefrau, 1900
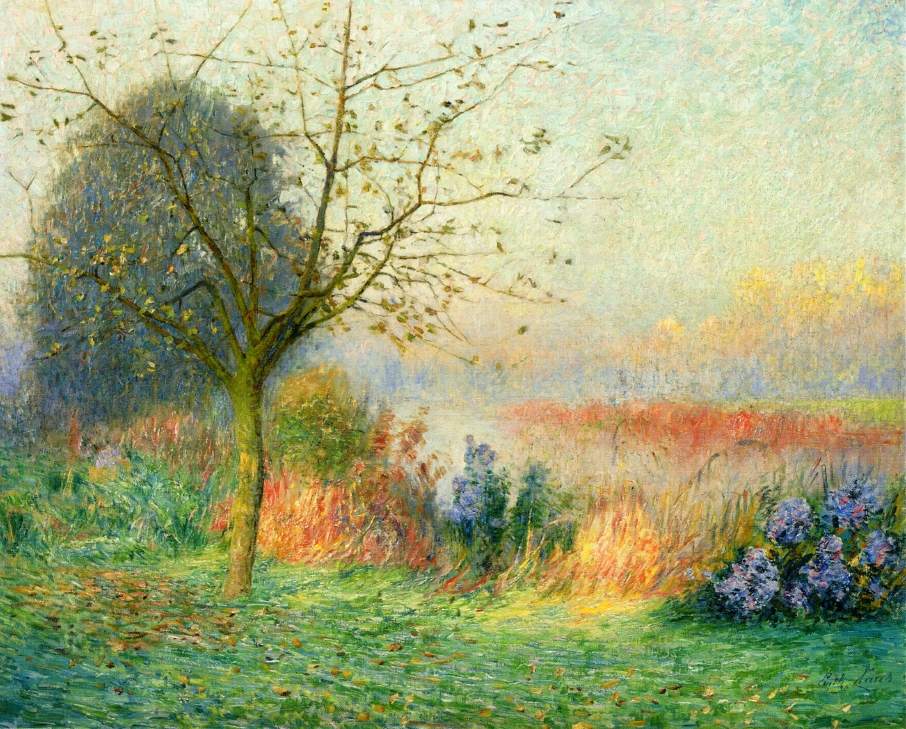
Oktobermorgen an der Leie, 1901
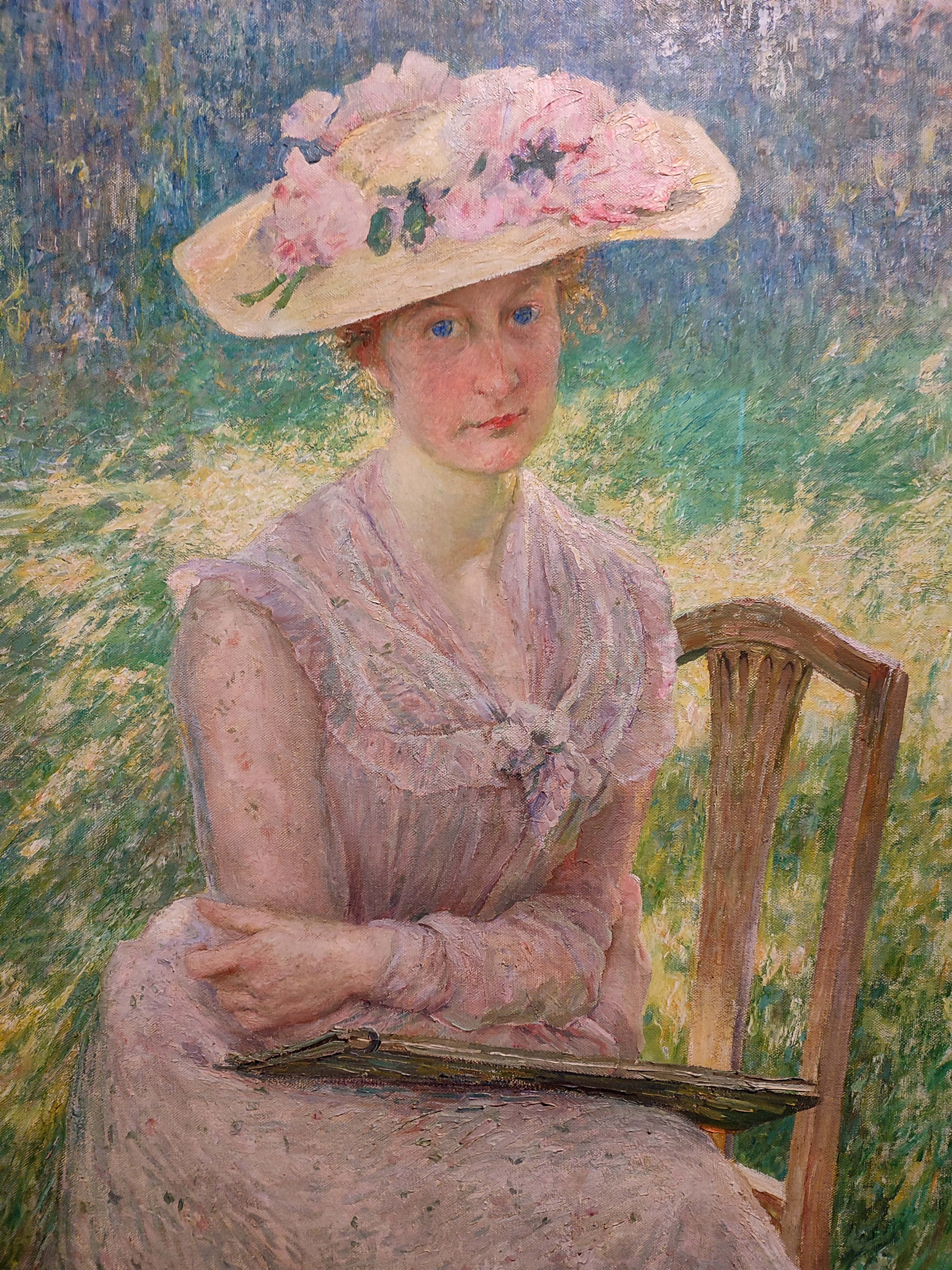
Jenny Montigny, 1902
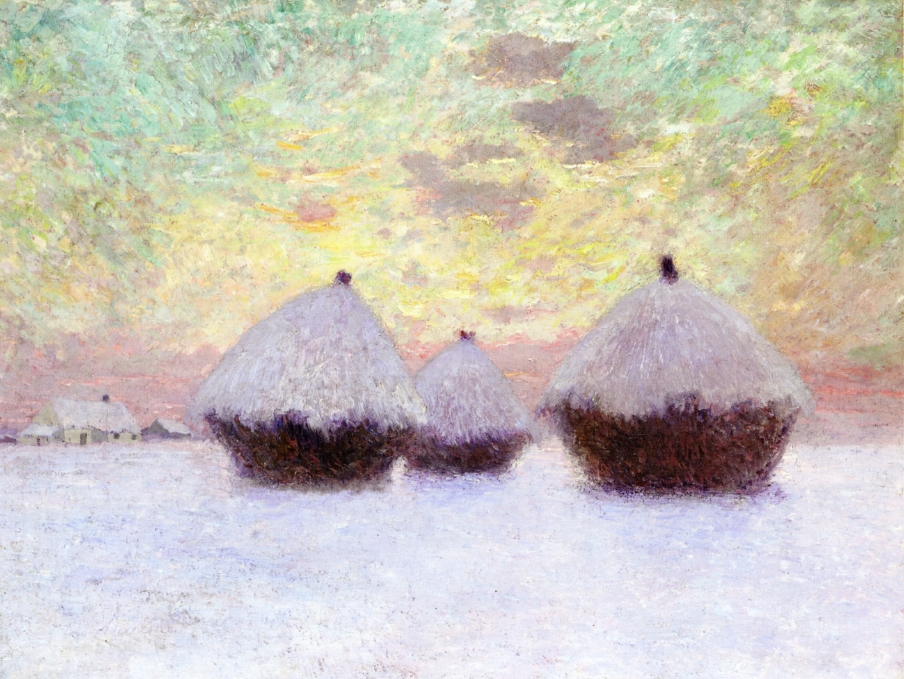
Getreideschober im Schnee, 1904
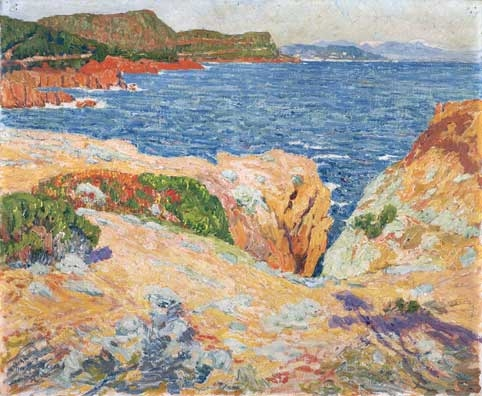
Mittag in Esérel, 1914